# Hugh Skinner
Pour les articles homonymes, voir Skinner.
Hugh William Skinner, né le 6 janvier 1985 à Londres (Royaume-Uni), est un acteur britannique.

## Biographie

### Jeunesse et débuts professionnels
Hugh Skinner grandit à Londres, Tunbridge Wells puis Eastbourne. À 18 ans, il intègre la London Academy of Music and Dramatic Art et devient serveur pour payer son loyer. Il sort de l'école après trois années d'études.
À part son rôle de Felix Clare dans la série Tess of the D'Urbervilles en 2008, Hugh Skinner se consacre d'abord au théâtre. Il revient sur les écrans en 2010 dans Any Human Heart (en).
Hugh Skinner obtient son premier rôle au cinéma dans Les Misérables, dans cette comédie musicale il interprète le rôle secondaire de Joly, étudiant en médecine et révolutionnaire.
En 2013, il joue Luis Carruthers dans la comédie musicale American Psycho, basée sur le roman de Bret Easton Ellis.

### Succès à la télévision britannique (2014-2017)
Hugh Skinner acquiert une certaine notoriété au Royaume-Uni pour son rôle du stagiaire empoté Will dans la série W1A,,. Pour Radio Times, son personnage est le meilleur de la série. La série, qui parodie la BBC, est diffusée de 2014 à 2017 sur BBC Two.
En 2016, il interprète un autre « bourgeois idiot » (en anglais : posh idiots) dans The Windsors (en). Dans cette nouvelle parodie, qui tourne en dérision la famille royale britannique sur Channel 4, Hugh Skinner joue Wills, inspiré du prince William. La même année, il apparaît dans cinq épisodes de la deuxième saison de Poldark, en tant que Unwin Trevaunance, un personnage qu'il qualifie lui-même de « mélange létal d'arrogance et de stupidité ».
De 2016 à 2019, il joue Harry le petit-ami de Phoebe Waller-Bridge dans la série Fleabag ; il apparaît dans la moitié des épisodes de la série. À l'époque, évoquant le fait d'être catalogué pour des rôles de Will et Harry, il confesse aimer « jouer de personnes qui sont mauvais dans ce qu'ils font » (« playing people who are crap at things »). En 2017-2018, il apparaît dans la série d'époque Les Filles de joie, dans le rôle Sir George Howard.

### Cinéma et télévision (depuis 2017)
En 2017, il apparaît brièvement dans Star Wars, épisode VIII : Les Derniers Jedi. Malgré un petit rôle aux côtés de la vice-amirale Holdo (Laura Dern), il trouve alors « extraordinaire d'être sur une production de cette taille »,. En 2018, il joue une version plus jeune de Harry (Colin Firth) dans Mamma Mia! Here We Go Again et interprète la chanson Waterloo.
En 2020, il interprète Hugo Cavendish-Smyth dans la mini-série Little Birds, basée sur le roman Les Petits Oiseaux d'Anaïs Nin et qui se déroule à Tanger dans les années 1950. Pour Hugh Skinner, ouvertement homosexuel, « c'est la première [qu'il] joue un personnage gay avec de la profondeur et qui [le] fascine ».
En 2024, il est à l'affiche de Marcello Mio de Christophe Honoré, où il donne la réplique à Chiara Mastroianni. Ce long-métrage, présenté en compétition officielle au Festival de Cannes 2024, explore les thèmes de l’identité et de l’héritage cinématographique, notamment à travers la figure de Marcello Mastroianni.

## Filmographie
Sauf indication contraire, les informations mentionnées dans cette section peuvent être confirmées par la base de données cinématographiques IMDb,  présente dans la section « Liens externes ».

### Cinéma

#### Longs métrages
- 2008 : Le Jour des morts (Day of the Dead) de Steven Miner : Kyle
- 2012 : Les Misérables de Tom Hooper : Joly
- 2015 : Kill Your Friends d'Owen Harris : John
- 2017 : Hampstead de Joel Hopkins : Erik
- 2017 : Star Wars, épisode VIII : Les Derniers Jedi (Star Wars: Episode VIII – The Last Jedi) de Rian Johnson : premier officier de Holdo
- 2018 : Mamma Mia! Here We Go Again d'Ol Parker : Harry jeune
- 2019 : Steven Berkoff's Tell Tale Heart de Stephen Cookson : Sunny
- 2020 : Falling for Figaro (en) de Ben Lewin : Max Thistlewaite
- 2022 : Le Bal de l'Enfer (The Invitation) de Jessica M. Thompson : Oliver
- 2023 : Scandaleusement vôtre (Wicked Little Letters) de Thea Sharrock : Agent de police Papperwick
- 2024 : Real Love (Yes, It's Real Love !) de Jamie Adams : Newman
- 2024 : Marcello mio de Christophe Honoré

#### Courts métrages
- 2011 : Bloody Muddle de Destiny Ekaragha : Carl
- 2013 : A Performance de Guy Paterson : le quatrième homme du coin
- 2016 : The Roof de Natalie Abrahami : le dernier fan
- 2018 : Fish Boy d'Anita Bruvere : Fish Boy (voix)
- 2021 : Please Care de Bertie Gilbert : Max

### Télévision

#### Séries télévisées
- 2007 : Bonkers : Daniel (1 épisode)
- 2008 : Tess of the D'Urbervilles (mini-série) : Felix Clare  (4 épisodes)
- 2010 : Any Human Heart (mini-série) : Lionel Mounstuart (2 épisodes)
- 2011 : Londres, police judiciaire (Law & Order : UK) : Ian Naylor (1 épisode)
- 2014-2017 : W1A : Will Humphries (14 épisodes)
- 2014 : Our Zoo (mini-série) : Dr. Barnaby Ford (4 épisodes)
- 2016-2019 : Fleabag : Harry (6 épisodes)
- 2016-2023 : The Windsors (en) : Wills (20 épisodes)
- 2016 : Poldark : Unwin Trevaunance (5 épisodes)
- 2017-2019 : Les Filles de joie (Harlots) : Sir George Howard (8 épisodes)
- 2018 : The Romanoffs : Simon Burrows (1 épisode)
- 2020 : Little Birds : Hugo Cavendish-Smyth (6 épisodes)
- 2022 : Ellie & Natasia (2 épisodes)
- 2023 : The Witcher : Prince Radovid (7 épisodes)

#### Téléfilms
- 2013 : The Wipers Times d'Andy de Emmony : Barnes
- 2015 : Bugsplat! (court métrage) de Guy Jenkin : Lieutenant James Waddington
- 2018 : Zébulon le dragon (Zog) (court-métrage) de Max Lang et Daniel Snaddon : Zébulon (voix)
- 2020 : Zébulon le dragon et les médecins volants (Zog and the Flying Doctors) (court métrage) de Sean P. Mullen : Zébulon (voix)